# 海嶺
海嶺（かいれい）には、以下の2つの用法がある。
- 広義では、海洋底において海盆を分けているような、細長い山脈状の地形のこと。海洋の底において傾斜を伴った地形の高まりが細長く連なっている、いわば海底山脈のような場所全般を指す。海面下の地殻のプレートがマグマのホットスポットの上を移動しているあいだに、海山が次々と生成されることにより海底山脈（英語: seamount chain）となっている（島や諸島となることもある）。
- 狭義では、海洋プレートが両側に引っ張られるために生じた地表の割れ目が直下のマントル（固体）の上昇によってうめられ、マントルの断熱上昇のために部分融解が起こりマグマが発生し、火山活動が起こり、新しいプレートと海洋地殻が生成される大規模な海底山脈のこと。中央海嶺（英: oceanic ridge）。

## 中央海嶺

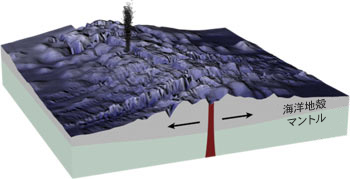
海嶺の構造

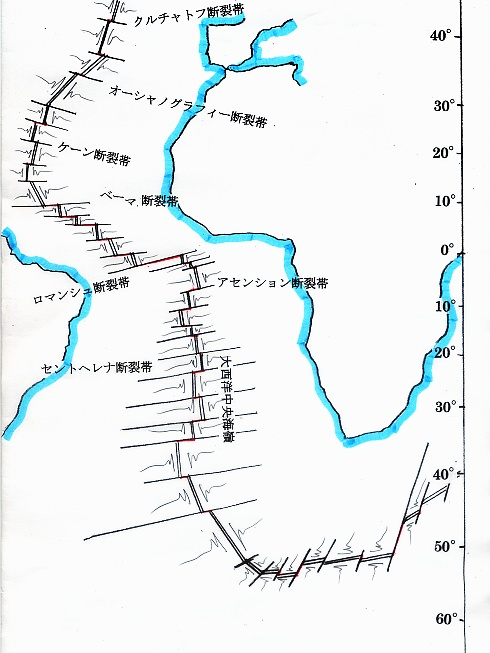
大西洋中央海嶺

中央海嶺（ちゅうおうかいれい、英: Mid-Oceanic ridge）は、大洋の中央部を走る比高2～3 km、長さ数千kmの海底山脈。プレートテクトニクスでは、マントル対流やスラブプル・リッジプッシュなどよってプレートが引き裂かれ、マントルが地下深部から上がり、新たな海洋地殻が形成されている場所と解釈される。海嶺軸は左右対称的で、軸に向かって直角方向にトランスフォーム断層（断裂帯）が発達する。この中央海嶺は地殻熱流量が大きく、固体地球内部から放出される熱エネルギーの大部分は中央海嶺から火山活動として放出される。

### 主な中央海嶺
- 大西洋中央海嶺 : 大西洋の真中を南北に連なる海嶺。南北アメリカの海岸線とヨーロッパ・アフリカのそれとがよく一致していることは有名だが、この海嶺もその線を描く。海嶺北部にアイスランドがあるが、ここは、大西洋中部のアセンション島、南部のトリスタンダクーニャとともに、大西洋の拡大を発生させたホットスポットのひとつである。大西洋はまだ若いため、ホットスポット下から上昇してくるマントルプリュームの活動が、海嶺の拡大に大きく寄与している。
- ナンセン・ガッケル海嶺 : 大西洋中央海嶺の続きでアイスランド北方から北極海を通り東シベリアまで続く中央海嶺。
- 東太平洋海嶺（海膨） : カリフォルニア湾からチリ沖のイースター島付近に繋がっている太平洋の中央海嶺。ここで生まれた海洋底の西側は、誕生した約2億年後に日本海溝に沈む。
- 太平洋南極海嶺 : 東太平洋海嶺の続きで南緯55°以南を東西に走る太平洋の中央海嶺。
- チリ海嶺 : 東太平洋海嶺から分かれてペルー・チリ海溝まで続く太平洋の中央海嶺のひとつ。
- 中央インド洋海嶺 : セーシェル島、モーリシャス島沖、東経60°付近に位置するインド洋の中央海嶺のひとつ。モーリシャス沖南緯20°のロドリゲス三重点で南西インド洋海嶺と南東インド洋海嶺につながる。北部はアデン湾まで伸び、カールスバーグ海嶺とも呼ばれる。
- 南西インド洋海嶺 : ロドリゲス三重点からマダガスカルの南方へ南西方向に連なるインド洋の中央海嶺のひとつ。
- 南東インド洋海嶺 : インド洋の中央海嶺のひとつ。ロドリゲス三重点からオーストラリア南方まで連なっている。
- 南アメリカ南極海嶺 : 大西洋の中央海嶺のひとつ。サウスサンドウィッチ諸島南東から大西洋中央海嶺まで続く。

### 海洋底拡大説
1972年まではマントル対流の上昇流が地殻にぶつかり一部は地殻そのものとなって海嶺を押し広げているとする海洋底拡大説が信じられていたが、海嶺に大きなフリーエア重力異常がないため、海嶺がマントル対流が上昇する場所であるという考えは否定された。重力異常があるのはホットスポットであり、ホットスポットこそがマントル対流が能動的にマントル中部やマントル下部から上昇する場所である。この意見は1990年以降のマントルトモグラフィーで証明された。海嶺でおこるマントル上昇は消極的なものであり、両側から引っ張られた空隙を埋める活動である。そのため、マントルトモグラフィーから観察される上昇流の根は100 kmに達しない浅いものである。

## プレートテクトニクスの証拠
以上述べてきた地殻の動きやぶつかり合いは、プレートテクトニクスとして理論化されている。海嶺での海洋底拡大は、プレートテクトニクスの有力な証拠とされる。海洋底の拡大はどのようにして確認されたか以下に述べる。

### 地磁気の逆転と海洋底拡大

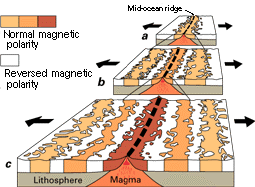
中央海嶺を挟んで対称的に拡がる磁気異常帯

- 地球は中心部の溶融金属核の対流により磁気を帯びている。これを地磁気という。地磁気は数万年単位で方向が逆になる事を繰り返している。
- 岩石中に一般的に含まれる鉱物である磁鉄鉱は、その名の通り常温で磁気を帯びている。磁鉄鉱を加熱していくと、キュリー温度で磁気がなくなり、冷却すると再度磁気を帯びる。このとき磁鉄鉱が帯びる磁気は周辺の磁場（地磁気）の方向に従う。海洋底鉱物にも微量の磁鉄鉱が含まれており、海嶺でマントル成分が冷やされて、海洋底が生成された時の磁気を帯びている。
- 第二次大戦後、海中にひそむ潜水艦を探索するための磁気探査機器の性能が上がり、海洋底の磁気の分析が進んだ。その結果、海嶺の両側で岩石の磁気が全く対称的に逆転を繰り返していることが判明した。これは『海嶺で海洋底が拡大している』証拠とされた[要出典]。

## 海嶺（広義）
海嶺（かいれい、英: ridge）は、長くて狭い海底の高まりのうち両側斜面が急峻でかつ不規則な地形をいう。傾斜が緩やかで幅の広いものは海膨（英: Rise）という。また、成因は問わない。

### 成因
プレートの沈み込みに起因する海嶺は、背弧海盆の拡大によってできる。
プレートが沈み込むと、沈み込み帯の大陸プレート側（上側）には付加体や火山活動によって島弧ができる。このとき、マグマも島弧に沿って細長く分布するため、これをマグマ弧という。何らかの原因でマグマ弧が分裂すると、島弧も同様に分裂し、その間で海洋底の拡大が始まる。このとき、沈み込み帯に近いほうは火山前線を伴う島弧として残り、もう1方は火山活動が停止して厚い地殻が残るだけの海嶺となって、その真ん中で拡大する背弧海盆を挟んでお互いに離れていく。
このほかの成因としては、さまざまなものが考えられる。火山活動によって形成され、やがて活動が停止して海底下に沈んだ島弧の跡、古い時代に形成された地塁、周囲のプレートの活動に伴う海底の隆起によってできたものなどがある。
海嶺の片側に厚い地殻があり、片側だけが急な斜面となったような地形も、海嶺とする。

### 主な海嶺
インド洋
- 東経90度海嶺 - インド洋の海底、ほぼ東経90°に位置する海嶺。マントル内で第3次ホットプリュームが東経90°の位置に吹き上げてできていると考えられている。
- チャゴス・ラッカディヴ海嶺 - 東経72°〜74°付近の海嶺で、その頂点はチャゴス諸島やモルディブ諸島やラッカディヴ諸島になっている。

北極
- ロモノソフ海嶺 - 北極海の海底を横断する海嶺。北極点付近を通る。

太平洋
- 七島・硫黄島海嶺 - 伊豆半島から伊豆・小笠原諸島を経てグアム・サイパンのあるマリアナ諸島まで続く海嶺。
- 九州-パラオ海嶺 - 四国海盆・パレスベラ海盆の拡大によって分裂したもの。
- 西マリアナ海嶺 - マリアナトラフの拡大によって分裂したもの。
- ハワイ海嶺 - 天皇海山群とも呼ばれる。マウナロアなどハワイのホットスポットからカムチャッカ半島まで続く海嶺。
- ツアモツ・グループ - フランス領ポリネシアのトゥアモトゥ諸島を構成した古代の海嶺。ただし、1990年にピトケアン・ホットスポット（英語版）が発見された[2][3]。
- オーストラル・グループ - マクドナルド・ホットスポット（英語版）が、マクドナルド海山（英語版） やナテマト海山（英語版）、タウキナ海山（英語版）、オーストラル諸島（またはツブアイ諸島）を生成した。マーシャル諸島共和国、ニュージーランド王国のトケラウ諸島、クック諸島、キリバスのギルバート諸島、フェニックス諸島、ライン諸島も領域に含まれる[4]。ツアモツ・グループと並行に延びている。
- サライゴメス海嶺 - イースター・ホットスポット（英語版）が、プカオ海山（英語版）、チリのイースター島、サラ・イ・ゴメス島を生成した。

日本近海
- 銭洲海嶺 - 伊豆諸島北部、新島・式根島から南西に伸びる海底の高まり。
- 大和堆 - 日本海の拡大に伴い形成されたもの。
- 北大和堆 - 同上。
- 奥尻海嶺 - 奥尻島から山形県近海まで延びる海底の高まり。
- 佐渡海嶺 - 佐渡島から北東に延びる海底の高まり。
- 隠岐堆 - 隠岐諸島の東北東に延びる海底の高まり。
- 大東海嶺・沖大東海嶺 - フィリピン海プレート北西部の海嶺群。